# Dusk Till Dawn
Dusk Till Dawn (englisch für: „Von der Abend- bis zur Morgendämmerung“) ist ein Lied des britischen Pop- und R&B-Sängers Zayn aus dem Jahr 2017 in Zusammenarbeit mit der australischen Sängerin Sia.

## Entstehung und Veröffentlichung
Das Lied wurde von den Interpreten zusammen mit den Koautoren Greg Kurstin, Alex Oriet und David Phelan getextet beziehungsweise komponiert. Kurstin fungierte zudem als Produzent. Die Erstveröffentlichung von Dusk Till Dawn erfolgte am 7. September 2017 als Single bei RCA Records. Am 14. Dezember 2018 erschien es als Teil von Zayns zweitem Studioalbum Icarus Falls.

## Inhalt
In dem Lied meint das Lyrische Ich, dass es versuche, nicht indie und cool zu sein, sondern einfach nur dabei und fragt, ob sein Gegenüber fühle, wo der Wind sei und ob dieser durch die geöffneten Fenster den Raum füllen könne. Im Refrain beteuert es, dass das Gegenüber nie allein sein werde und es von der Abend- bis zur Morgendämmerung bei ihm sei. („But you'll never be alone, I'll be with you from dusk till dawn“).

## Musikvideo
Das dazugehörige Musikvideo entstand unter der Regie von Marc Webb und verzeichnet auf der Videoplattform YouTube über zwei Milliarden Aufrufe. Damit belegt es Platz 90 der meistaufgerufenen YouTube-Videos.

## Kommerzieller Erfolg

### Chartplatzierungen
| ChartsChartplatzierungen       | Höchstplatzierung | Wochen |
| ------------------------------ | ----------------- | ------ |
| Deutschland (GfK)              | 3 (31 Wo.)        | 31     |
| Österreich (Ö3)                | 1 (24 Wo.)        | 24     |
| Schweiz (IFPI)                 | 1 (35 Wo.)        | 35     |
| Vereinigte Staaten (Billboard) | 44 (17 Wo.)       | 17     |
| Vereinigtes Königreich (OCC)   | 5 (24 Wo.)        | 24     |

| ChartsJahrescharts (2017)    | Platzierung |
| ---------------------------- | ----------- |
| Deutschland (GfK)            | 24          |
| Österreich (Ö3)              | 24          |
| Schweiz (IFPI)               | 42          |
| Vereinigtes Königreich (OCC) | 78          |

| ChartsJahrescharts (2018) | Platzierung |
| ------------------------- | ----------- |
| Deutschland (GfK)         | 91          |
| Schweiz (IFPI)            | 43          |

### Auszeichnungen für Musikverkäufe
| Land/Region                  | Auszeichnungen für Musikverkäufe (Land/Region, Auszeichnung, Verkäufe) | Verkäufe  |
| ---------------------------- | ---------------------------------------------------------------------- | --------- |
| Australien (ARIA)            | 4× Platin                                                              | 280.000   |
| Belgien (BRMA)               | Platin                                                                 | 30.000    |
| Brasilien (PMB)              | 2× Diamant                                                             | 320.000   |
| Dänemark (IFPI)              | Platin                                                                 | 90.000    |
| Deutschland (BVMI)           | Platin                                                                 | 400.000   |
| Frankreich (SNEP)            | Diamant                                                                | 233.333   |
| Italien (FIMI)               | 3× Platin                                                              | 150.000   |
| Kanada (MC)                  | 4× Platin                                                              | 320.000   |
| Mexiko (AMPROFON)            | 9× Gold                                                                | 270.000   |
| Neuseeland (RMNZ)            | 4× Platin                                                              | 120.000   |
| Österreich (IFPI)            | Platin                                                                 | 30.000    |
| Polen (ZPAV)                 | Diamant                                                                | 100.000   |
| Portugal (AFP)               | Platin                                                                 | 10.000    |
| Schweden (IFPI)              | 5× Platin                                                              | 400.000   |
| Schweiz (IFPI)               | 3× Platin                                                              | 60.000    |
| Spanien (Promusicae)         | 2× Platin                                                              | 120.000   |
| Vereinigte Staaten (RIAA)    | 2× Platin                                                              | 2.000.000 |
| Vereinigtes Königreich (BPI) | 2× Platin                                                              | 1.200.000 |
| Insgesamt                    | 1× Gold · 38× Platin · 4× Diamant ·                                    | 6.133.333 |

Hauptartikel: Zayn/Auszeichnungen für Musikverkäufe